# Нордести-ди-Рорайма (микрорегион)

Нордести-ди-Рорайма на карте.

Нордести-ди-Рорайма (порт. Microrregião do Nordeste de Roraima) — микрорегион в Бразилии, входит в штат Рорайма. Составная часть мезорегиона Север штата Рорайма. Население составляет 42 160 человек на 2010 год. Занимает площадь 30 792,413 км². Плотность населения — 1,37 чел./км².

## Демография
Согласно сведениям, собранным в ходе переписи 2010 г. Национальным институтом географии и статистики (IBGE), население микрорегиона составляет:
| Полное население                             | Полное население                             | Полное население                             | Полное население                             | 42 160 |
| -------------------------------------------- | -------------------------------------------- | -------------------------------------------- | -------------------------------------------- | ------ |
| в том числе:                                 | Городское население                          | 9 417                                        | Процент городского населения, %              | 22,34  |
|                                              | Сельское население                           | 32 743                                       | Процент сельского населения, %               | 77,66  |
|                                              | Мужское население                            | 22 434                                       | Процент мужского населения, %                | 53,21  |
|                                              | Женское население                            | 19 726                                       | Процент женского населения, %                | 46,79  |
| Плотность населения, чел/км²                 | Плотность населения, чел/км²                 | Плотность населения, чел/км²                 | Плотность населения, чел/км²                 | 1,37   |
| Население микрорегиона в % к населению штата | Население микрорегиона в % к населению штата | Население микрорегиона в % к населению штата | Население микрорегиона в % к населению штата | 9,36   |

## Статистика
- Валовой внутренний продукт на 2003 составляет 112 657 229,00 реалов (данные: Бразильский институт географии и статистики).
- Валовой внутренний продукт на душу населения на 2003 составляет 3396,56 реалов (данные: Бразильский институт географии и статистики).

## Состав микрорегиона
В составе микрорегиона включены следующие муниципалитеты:
1. Бонфин
2. Канта
3. Нормандия
4. Уйрамутан